# Стою Цапаревеца
Стойко войвода, известен като Стою Цапаревеца, е български хайдутин от XIX век, участник в Кресненско-Разложкото въстание.

## Биография
Роден е в мелнишкото планинско село Цапарево около 1820 година. Излиза хайдутин и 30 години е войвода на чета. Участва като войвода в Креснеско-Разложкото въстание 1878-1879 година. След разгрома му е хайдушки войвода в Дойранско, а по-късно в Кукушко, където загива.